# Задерацкий, Николай Петрович
Николай Петрович Задерацкий (1845—1880) — русский славист, окончил курс в Киевском университете, работал учителем латинского языка, секретарём и главным деятелем Киевского отдела Славянского комитета. Сын писателя Пётра Емельяновича Задерацкого.
Для ознакомления русского населения со славянским миром Задерацкий начал в 1876 издание «Славянского ежегодника», всего было выпущено 4 издания. Кроме того, он написал биографические очерки «Иосиф Юнгман» (Киев, 1874) и «П. И. Шафарик» (Киев, 1875); перевёл «Очерк истории чешского народа» Фр. Палацкого (Киев, 1874), «Древнейшую бытовую историю славян вообще и чехов в особенности» Воцеля (Киев, 1875) и «Косово Поле», историческую повесть из эпохи покорения Сербии турками, П. Хохолушка (2 изд. Киев, 1874). Сотрудничал с журналом «Филологические записки», публиковал свои статьи в «Славянском вестнике».

## Источник
- Задерацкий, Николай Петрович // Энциклопедический словарь Брокгауза и Ефрона : в 86 т. (82 т. и 4 доп.). — СПб., 1890—1907.